# Boris Abramowitsch Goichman
Boris Abramowitsch Goichman (russisch Борис Абрамович Гойхман; * 28. April 1919 in Wosnessensk; † 28. Oktober 2005 in Moskau) war ein sowjetischer Wasserballspieler. Bei Olympischen Spielen gewann er eine Silber- und eine Bronzemedaille. Bei Europameisterschaften war er mit der sowjetischen Nationalmannschaft einmal Dritter.

## Sportliche Karriere
Der 1,82 Meter große Goichman spielte für TSSK VMF Moskau. Bei den Olympischen Spielen 1952 in Helsinki wurde die sowjetische Mannschaft in ihrer Vorrundengruppe Zweite hinter den Ungarn. Nach einer Niederlage gegen die Niederländer und einem Unentschieden gegen die Jugoslawen spielten die sowjetische Mannschaft um die Plätze 5 bis 8 und erreichte schließlich den siebten Rang. Boris Goichman hütete in allen neun Partien das Tor. Bei der Europameisterschaft 1954 in Turin gewann die sowjetische Mannschaft in der Vorrunde gegen die Österreicher und verlor gegen die Ungarn. Durch ein Unentschieden gegen die Jugoslawen verpassten die sowjetischen Spieler die Runde der besten vier Teams. Mit zwei Siegen in den Platzierungsspielen erreichte die sowjetische Mannschaft den fünften Platz.
Bei den Olympischen Spielen 1956 in Melbourne war Goichman in sechs Spielen dabei, Ersatztorwart Michail Ryschak spielte nur in der Vorrundenbegegnung gegen Australien im Tor. Goichman wirkte auch im Blutspiel von Melbourne gegen die ungarische Mannschaft mit, das die sowjetische Mannschaft mit 0:4 verlor. Mit dem abschließenden 6:4-Sieg über die deutsche Mannschaft sicherte sich die sowjetische Mannschaft den dritten Platz hinter den Ungarn und den Jugoslawen. Zwei Jahre später war Budapest Austragungsort der Wasserball-Europameisterschaft 1958. Wie in Melbourne siegten die Ungarn vor den Jugoslawen und dem Team aus der Sowjetunion. Bei gleicher Punktzahl mit den Jugoslawen und den Italienern entschied die bessere Tordifferenz über die Platzierungen hinter den Ungarn. Bei den Olympischen Spielen 1960 in Rom wurde der mittlerweile 41 Jahre alte Goichman in vier Spielen eingesetzt, Leri Gogoladse war in drei Spielen dabei. Die sowjetische Mannschaft erhielt die Silbermedaille hinter den Italienern und vor den Ungarn.